# Meinerzhagen
Meinerzhagen é uma cidade da Alemanha localizado no distrito de Märkischer Kreis, região administrativa de Arnsberg, estado de Renânia do Norte-Vestfália.

## Geografia
Meinerzhagen se localiza no meio das montanhas do Sauerland. O ponto mais alto da cidade é a Nordhelle com 663 metros acima do nível do mar, o ponto mais baixo é a barragem da Lister com 319 metros. 